# Marabout d'Afrique
Leptoptilos crumenifer
Espèce
Statut de conservation UICN

 LC  : Préoccupation mineure
Statut CITES
Répartition géographique
Le Marabout d'Afrique (Leptoptilos crumenifer, anciennement L. crumeniferus) est une espèce d'échassiers appartenant à la famille des Ciconiidae. On le trouve dans l'ensemble de l'Afrique subsaharienne, sur un territoire de 16 millions de kilomètres carrés environ, pour une population de 100 à 300 000 individus.

## Description

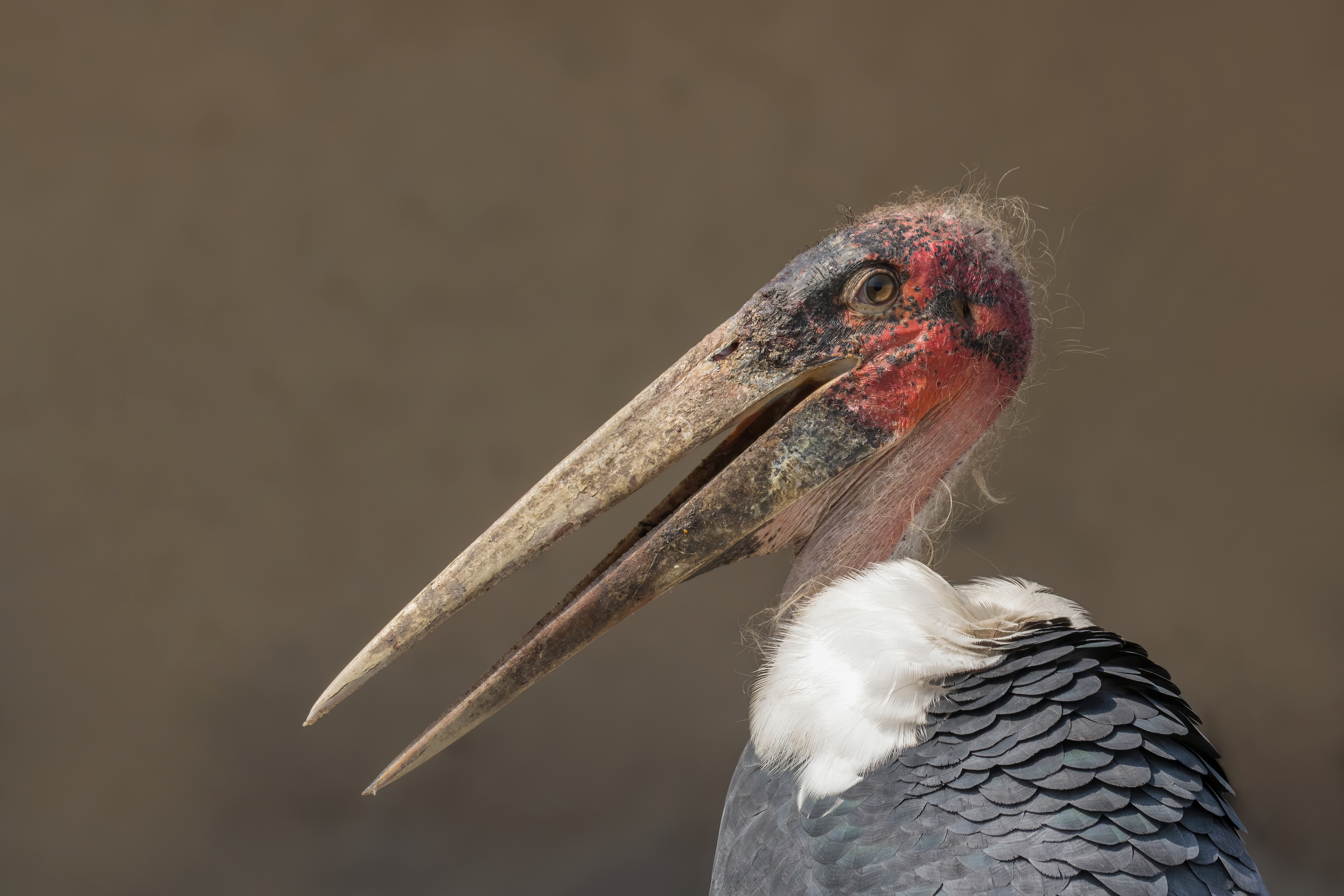
Parc national Queen Elizabeth, Ouganda.

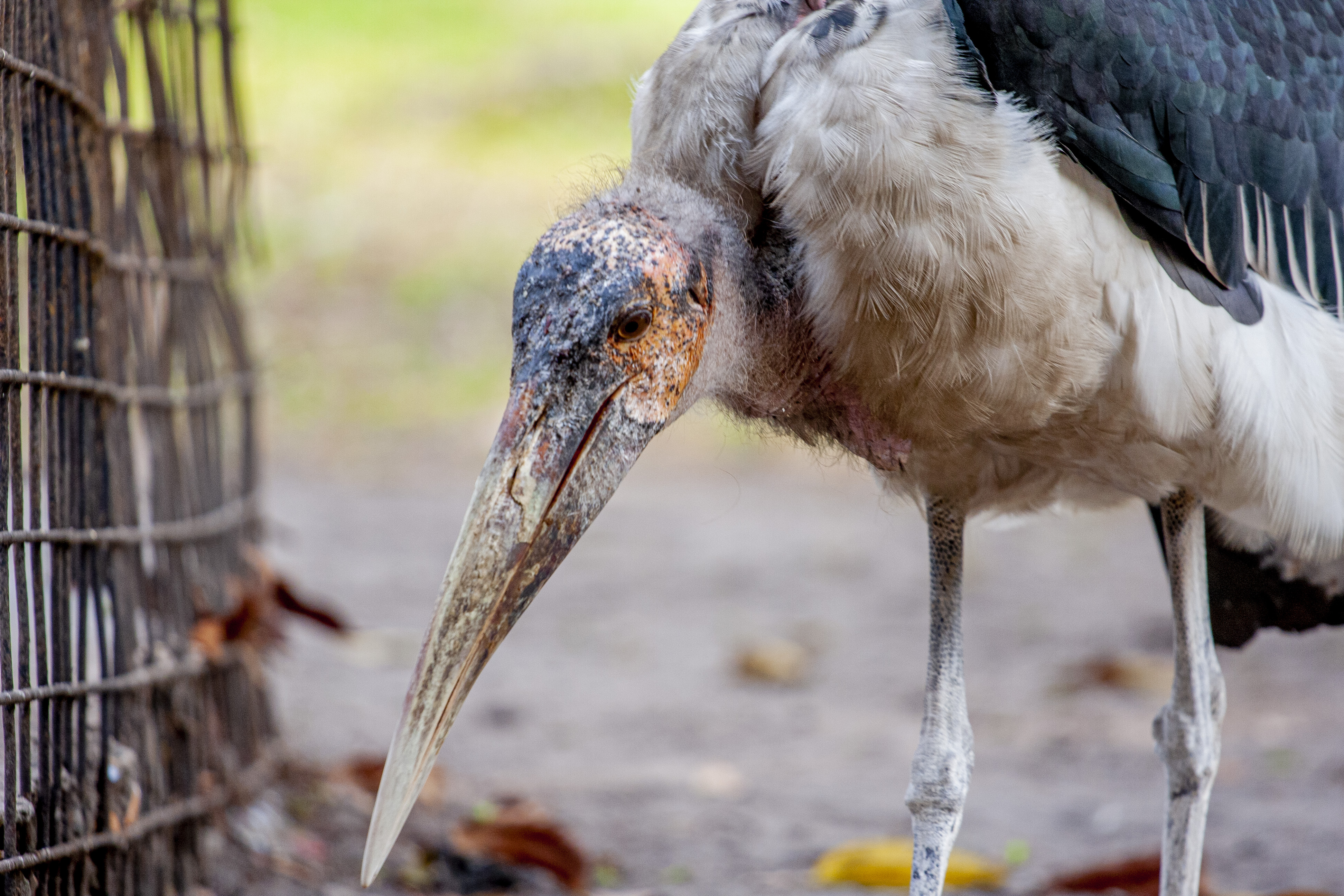
Marabout d'Afrique dans le Jardin zoologique de Kinshasa.

La taille moyenne de cet oiseau est de 1,50 m, pour un poids moyen de 9 kg. Le mâle est légèrement plus grand que la femelle. Le marabout d'Afrique peut vivre jusqu'à 25 ans. Contrairement aux autres ciconiiformes, le marabout vole avec le cou replié, comme les hérons.

Son corps massif et ses ailes sont de couleur gris-noir, tandis que le dessous est blanchâtre. Il a des fines pattes rose pâle. Sa tête et son cou, qui présente une poche gutturale, sont nus et de couleur rose ou rouge. Le bec, qui mesure 26,4 cm à 35 cm, est gris et conique.

## Alimentation
Le marabout se nourrit principalement de charognes et est, à ce titre, plus proche des vautours - qu'il côtoie d'ailleurs sur les carcasses des grands mammifères - que des autres échassiers. Sa tête et son cou nus lui permettent d'enfoncer profondément le bec dans les cadavres sans se souiller les plumes. Il saisit aussi tous les petits animaux (grenouilles, rongeurs, poissons, etc.) passant à sa portée lors de ses déplacements sur la terre ferme, ou dans les marais et fleuves. Il pille également les nids d'autres espèces d'oiseaux comme ceux des quéléas et des flamants.

## Mode de vie

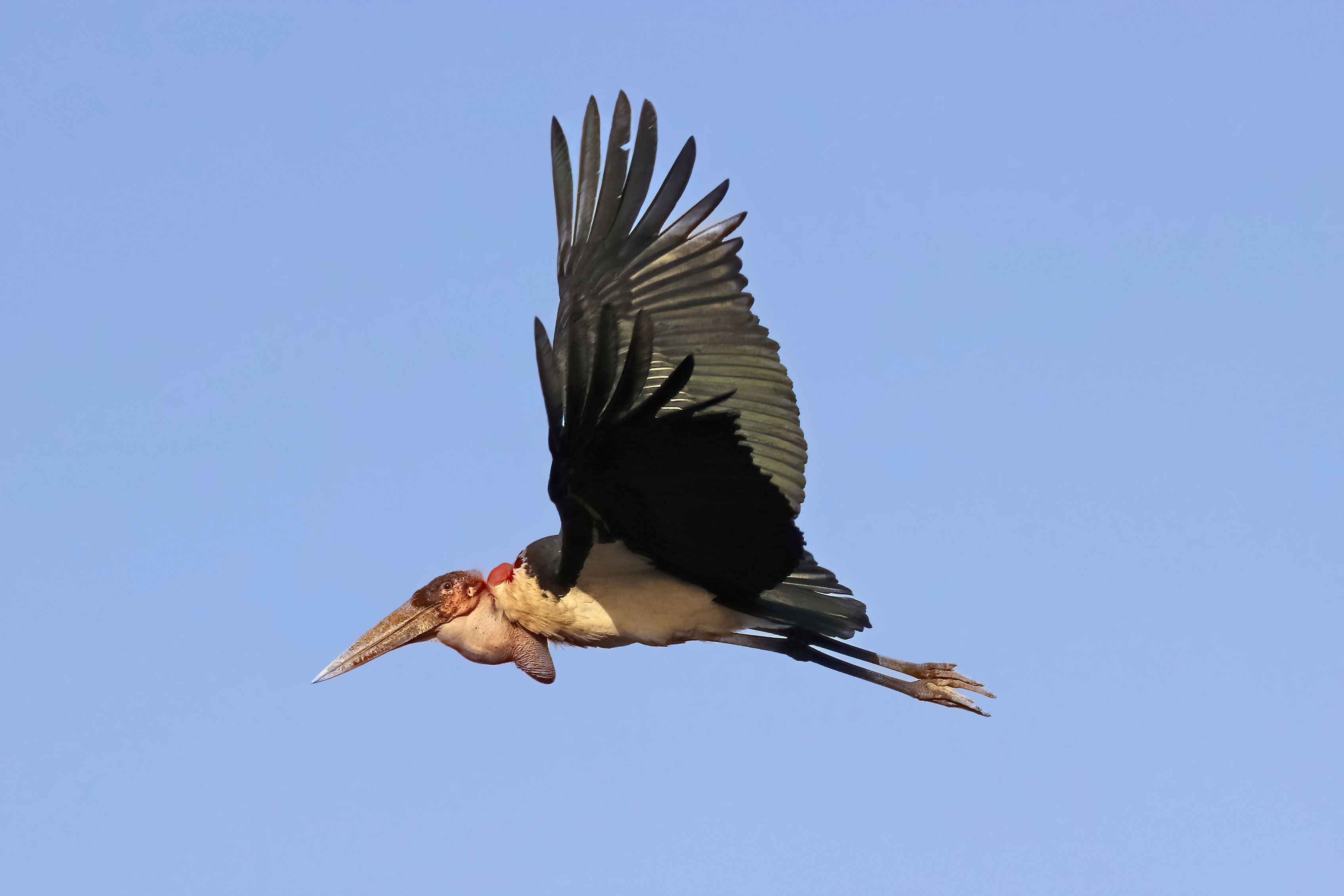
Marabout d'Afrique en vol au dessus du lac Ziway en Éthiopie.

Comme la plupart des cigognes, le marabout d'Afrique est un oiseau grégaire vivant en colonies. Durant la période de nidification, les colonies vont de vingt à plusieurs milliers d'individus. En dehors de cette période, la plupart des marabouts d'Afrique restent en groupe, se réunissant en tous cas pour se nourrir et pendant la nuit. Il vit aussi bien dans les milieux arides que près des cours d'eau. Les marabouts sont pour la plupart sédentaires, même si ceux du nord et du sud du continent peuvent migrer vers le centre pour nicher.

## Reproduction
Durant la saison sèche, il construit un nid dans un arbre, à une hauteur de 10 à 30 mètres au-dessus du sol, où il pond deux à trois œufs. La couvaison dure trente jours pendant lesquels le mâle et la femelle se relayent. Les petits doivent ensuite être nourris pendant quatre mois environ. Il atteint sa maturité sexuelle vers l'âge de trois ou quatre ans et seule une minorité niche chaque année.

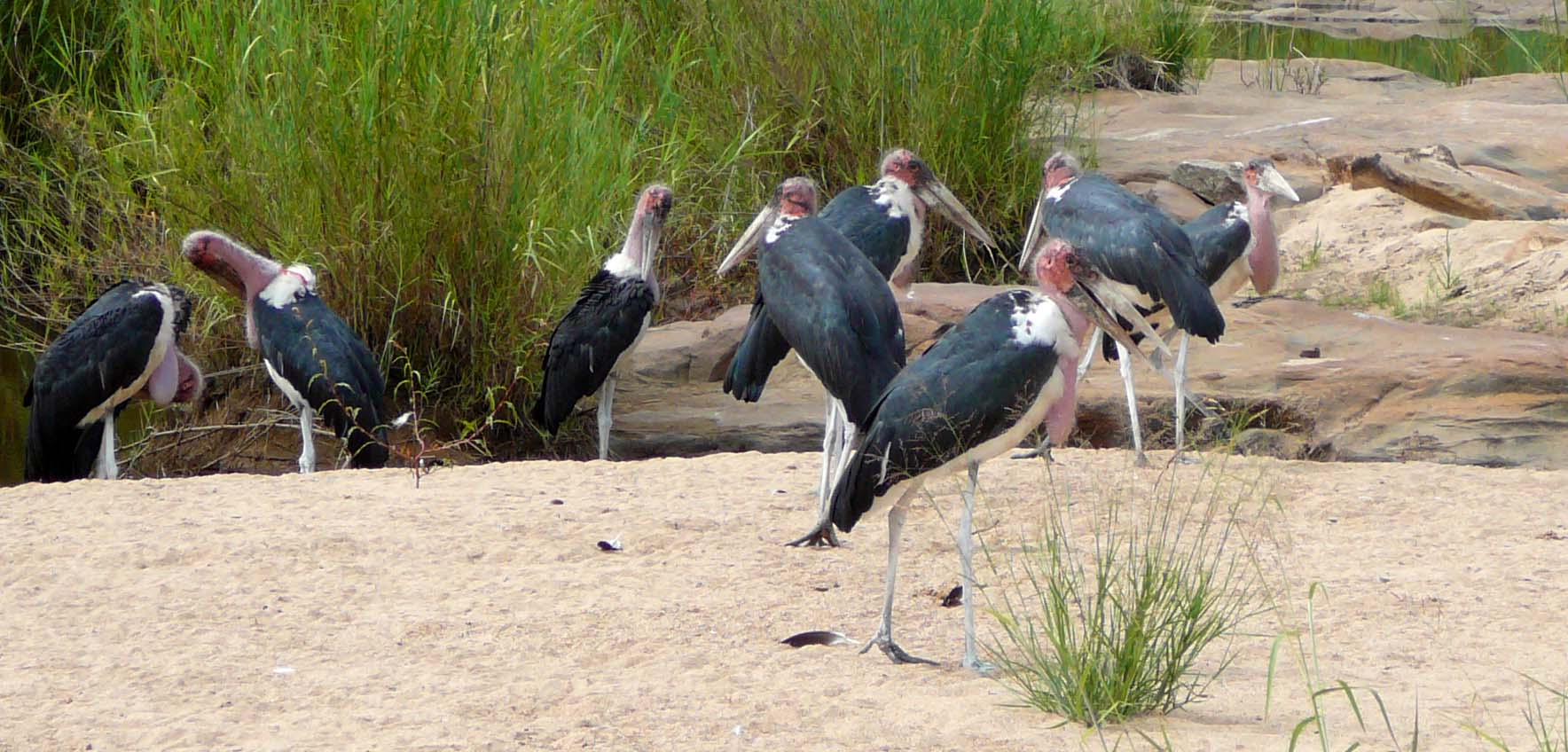
Marabouts aux abords d'une rivière, Parc national Kruger, Afrique du Sud

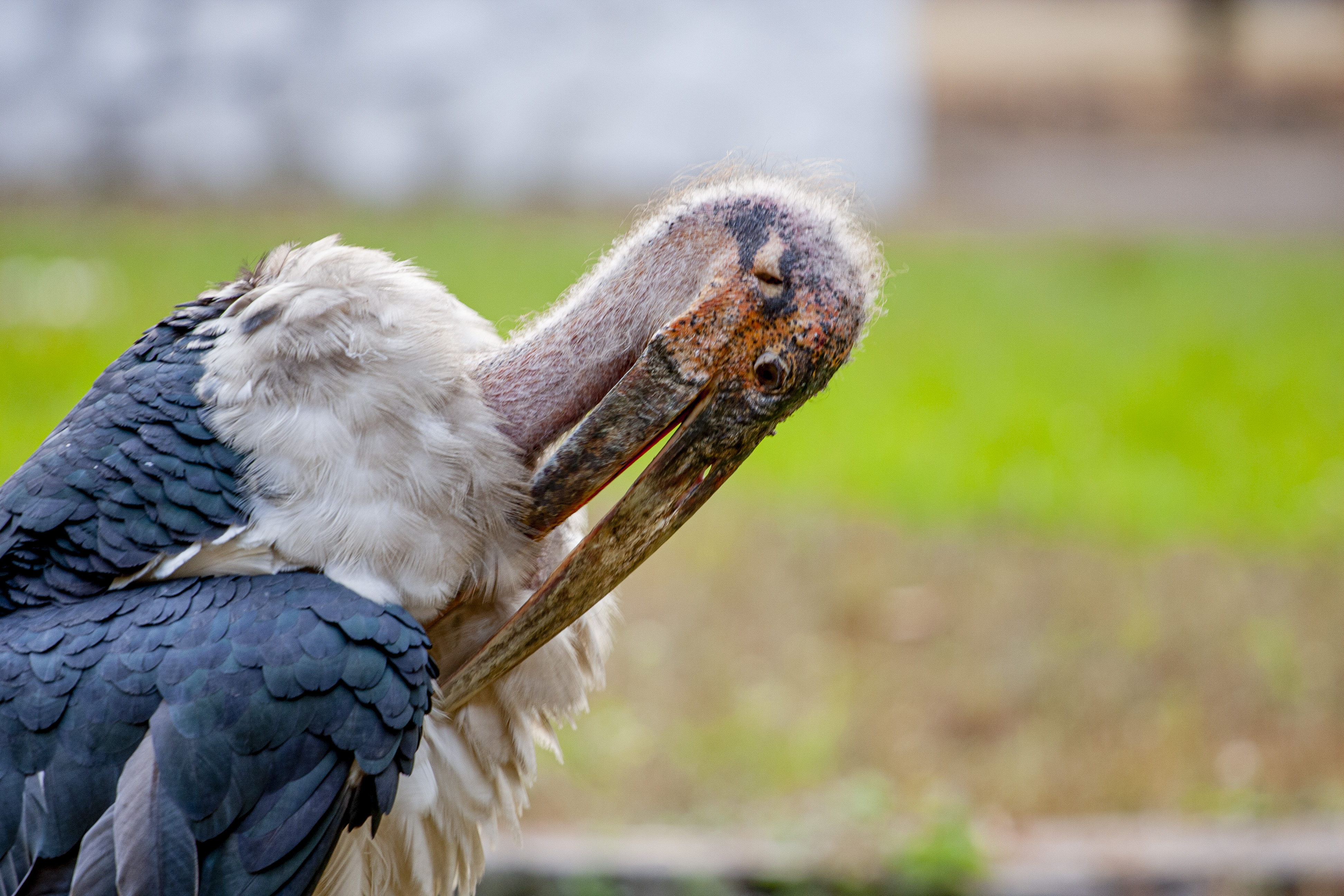
Marabout d'Afrique dans le Jardin zoologique de Kinshasa